# Між двома папоротями із Заком Галіфіанакісом
Між двома папоротями із Заком Галіфіанакісом (англ. Between Two Ferns with Zach Galifianakis) — це американське ток-шоу, яке веде комік Зак Галіфіанакіс і в якому беруть участь знаменитості. Епізоди тривають кілька хвилин, в яких інтерв'юер (Галіфіанакіс) та гості обмінюються дотепами та образами. Окрім онлайн-серіалу, існує спеціальний телевізійний випуск на каналі Comedy Central і оригінальний фільм Netflix «Між двома папоротями» .

## Формат
Ведучий Зак Галіфіанакіс бере інтерв'ю у знаменитостей, сидячи між двома папоротями в горщиках.  Зйомка навмисно нагадує малобюджетну аматорську постановку для загальнодоступного телебачення,  з екранною графікою, що містить навмисні комедійні помилки. Наприклад, в епізоді 2014 року ім’я Бреда Пітта пишеться як «Барт Піт», а його фільм «12 років рабства (англ. Slave)» — лауреат премії «Оскар» за найкращий фільм — називається «12 років мазі (англ. Salve)». 
Галіфіанакіс поводиться зі своїми гостями дуже незграбно і часто антагоністично, ставлячи їм химерні, недоречні або образливі запитання, змішані з несподіваними несподіванками. Відповіді гостей здебільшого імпровізовані.   Епізоди часто включають сегмент, у якому Галіфіанакіс незграбно перериває своїх гостей, щоб прорекламувати продукт спонсора. Прикладами є банани, відеогра Need for Speed: Shift і (найчастіше) дезодорант Speed Stick. Деякі рекламні ролики, як і графіка, базуються на аспектах або подіях, пов’язаних з інтерв'юйованим. Наприклад, епізод із Гілларі Клінтон містив одну з передвиборчих рекламних роликів Дональда Трампа.

## Нагороди
| Нагороди                      | Категорія                                                            | Номінант(и)                                                                             | Результат |
| ----------------------------- | -------------------------------------------------------------------- | --------------------------------------------------------------------------------------- | --------- |
| 2013 Creative Arts Emmy Award | Неперевершена розважальна програма короткого формату в прямому ефірі | Майк Фара, Скотт Окерман, Зак Галіфіанакіс, Бі Джей Портер, Анна Венгер, Бетсі Кох      | Номінація |
| 2014 Creative Arts Emmy Award | Неперевершена розважальна програма короткого формату в прямому ефірі | Скотт Окерман, Зак Галіфіанакіс, Бі Джей Портер, Майк Фара, Шон Бойл, Рейчел Голденберг | Перемога  |
| 2015 Creative Arts Emmy Award | Неперевершена розважальна програма короткого формату в прямому ефірі | Майк Фара, Скотт Окерман, Зак Галіфіанакіс, Бі Джей Портер, Шон Бойл, Мішель Фокс       | Перемога  |